# Ectenessa guttigera
Ectenessa guttigera är en skalbaggsart som först beskrevs av Lucas 1859.  Ectenessa guttigera ingår i släktet Ectenessa och familjen långhorningar. Inga underarter finns listade i Catalogue of Life.